# Maurice Pirmez
Baron Maurice Octave Jean-Baptiste Pirmez (Elsene, 22 oktober 1864 - Sint-Joost-ten-Node, 22 december 1928) was een Belgisch politicus.

## Levensloop
Pirmez was een kleinneef van de Belgische politici Jean Pirmez en Sylvain Pirmez, een kleinzoon van Frédéric Fortamps en verwant met Eudore Pirmez. Hij was de zoon van Emile Pirmez en Louise Fortamps en trouwde met Elisabeth Van Zeebroeck (1864-1918). In 1912 verkreeg hij, samen met zijn broers Gaston en Raoul Pirmez, opname in de erfelijke Belgische adel en kreeg in 1925 een bij eerstgeboorte overdraagbare baronstitel. 
Hij werd voorzitter van de katholieke Jonge Wacht
In 1904 werd hij verkozen tot katholiek volksvertegenwoordiger voor het arrondissement Charleroi. Hij bleef dit mandaat uitoefenen tot aan zijn dood. Hij was quaestor van de Kamer (1911-1920) en ondervoorzitter (1920-1928).
Pirmez had een dochter, Ghislaine Pirmez (1889-1965), die trouwde met baron Paul Gendebien (1884-1957) en een zoon, baron Herman Pirmez (1892-1945) die trouwde met Emilie del Marmol (1895-1990) en negen kinderen kreeg, met een talrijk nageslacht. 
Herman Pirmez evenals zijn zoon Maurice traden toe tot het Verzet en, vanuit de steengroeven die ze beheerden, konden ze dynamiet leveren. Verklikt, werden vader en zoon naar Duitsland gedeporteerd. Herman kwam om op 13 februari 1945 in het concentratiekamp Dachau en zijn zoon op 18 april 1945 in de gevangenis van Coswig.